# E-Romania
e-Romania este un program al guvernului României conceput pentru informatizarea și interconectarea sistemelor de servicii publice, ca parte a unei strategii naționale de digitalizare (estimată la 500 de milioane de euro). Scopul declarat al programului este simplificarea procedurilor administrative, reducerea birocrației, scăderea costurilor administrației publice și eficientizarea actului de guvernare.
Programul face parte din Strategia Națională România Digitală și include proiectele e-Romania 1 și e-Romania 2. El a fost un exemplu notoriu de risipă a fondurilor publice, caracterizat prin corupție, întârzieri și rezultate neconforme. În ciuda eforturilor guvernelor succesive, portalul a rămas un simbol al eșecului administrativ și al lipsei de viziune în digitalizarea administrației publice din România.

## e-Romania 1
Proiectul e-Romania 1 vizează simplificarea interacțiunii mediului de afaceri și a cetățenilor cu instituțiile statului. Licitația pentru acest proiect a fost câștigată în noiembrie 2009 de un grup de companii IT din România, iar contractul, în valoare de 10,23 milioane de euro, se desfășoară pe o perioadă de 45 de luni.

## e-Romania 2
e-Romania 2 a fost conceput ca un portal ce centralizează informații despre toate localitățile din România. Licitația pentru dezvoltarea acestuia, adjudecată în noiembrie 2009 de firma Omnilogic, a avut o valoare de 49,96 milioane de lei (aproximativ 11,8 milioane de euro).
Proiectul trebuia să fie finalizat în a doua jumătate a anului 2010, dar lansarea sa a fost întârziată cu câțiva ani.
Critici au fost formulate în legătură cu costurile ridicate și utilitatea portalului. Cu un preț estimat la 12 milioane de euro, e-Romania 2 a devenit cel mai scump portal realizat vreodată în România, atrăgând acuzații de risipă a banilor publici. Presa și societatea civilă au atras atenția asupra întârzierilor și lipsei de transparență în gestionarea proiectului.
Portalul a fost lansat abia în 2014, cu informații învechite și multe disfuncționalități tehnice.

## Funcționalități planificate
Portalul e-Romania promitea să includă:
- 20 de servicii online pentru persoane fizice, precum e-Sănătate, e-Transport, e-Agricultură, e-Justiție, e-Educație.
- Centralizarea informațiilor despre cele 3.500 de comune, orașe și municipii din România.
- Acces la fișe medicale electronice, plata online a taxelor și standardizarea autorizațiilor[7].

## Controverse
Proiectul a fost criticat intens pentru costurile ridicate, lipsa progresului concret și întârzierile repetate. Acesta a fost prezentat de presă ca un exemplu de proastă gestionare a resurselor publice în procesul de digitalizare a administrației.
În 2013, firma Omnilogic a fost obligată să plătească penalități de 1,62 de milioane de lei pentru nerespectarea termenelor contractuale pentru că proiectul a stagnat, în ciuda plăților semnificative. În timpul testării publice, site-ul s-a dovedit incapabil să gestioneze simultan 100 de cereri, deși autoritățile au susținut că infrastructura ar putea suporta peste 50.000 de utilizatori simultan. Datele proiectelor locale erau rareori încărcate din cauza lipsei obligativității instituțiilor publice.
Valerian Vreme și Răzvan Mustea au întârziat finalizarea proiectului, în pofida plăților continue către Omnilogic. Dan Nica a lansat portalul în 2013, după un audit realizat de Deloitte România, dar a devenit ulterior implicat în dosarul Microsoft pentru presupuse infracțiuni de corupție.
În februarie 2015, procurorii DNA au susținut că plăți de 3 milioane de euro au fost cerute pentru deblocarea fondurilor, implicând nume precum Dorin Cocoș și Elena Udrea. De asemenea, fostul ministru Gabriel Sandu a fost implicat în dosarul Microsoft, afirmând că a finanțat lunar PDL cu sume mari din bugetul ministerului.